# 300e régiment école de chars
Pour les articles homonymes, voir 300e régiment.
Le 300e régiment école de chars (en ukrainien : 300-й навчальний танковий полк), est une unité d'entraînement de l'Armée de terre ukrainienne. Jusqu'en 1992, le régiment dépend de l'Armée de terre soviétique, après avoir combattu pendant la Seconde Guerre mondiale sous le nom de 13e divizion antichar de la Garde.

## Histoire

### Seconde Guerre mondiale
Le 13e divizion (groupe) antichar de la Garde est créé le 8 décembre 1942 et rattaché à la 5e division aéroportée de la Garde. Le 5 décembre 1944, il est rééquipé de canons automoteurs SU-76 et renommé 13e divizion d'artillerie automotrice de la Garde.
Le divizion est décoré de l'ordre d'Alexandre Nevski le 26 avril 1945 parmi les unités récompensées pour la prise de Székesfehérvár, Mor, Zirez, Veszprém et Enying. Il reçoit également pendant la Grande Guerre patriotique le titre honorifique Сандомирский (Sandomirski), « de Sandomir »).

### Guerre froide
La 5e division aéroportée est renommée 112e division de fusiliers de la Garde en juin 1945 et s'installe à Tchernihiv (Tchernigov en russe),.
Le 15 avril 1947, le divizion est renommé 272e bataillon de chars et d'automoteurs. En 1955, le bataillon devient un régiment.
En 1957, le régiment est renuméroté 300e régiment de chars de la Garde, au sein de la 112e division de fusiliers motorisés de la Garde. Il devient un régiment école en 1960 (ou 1962,). En 1968, la 112e division est transformée en 48e division école de chars puis en 1987 169e centre d'entrainement de la Garde.
En 1991, le régiment compte 90 chars T-64, 3 blindés de commandement R-145BM et un poseur de pont MT-55A.

### Unité ukrainienne
En janvier 1992, le régiment devient une unité des forces armées de l'Ukraine.
En 2015, dans le cadre de la dérussification, le 300e régiment de chars perd ses titres et décorations soviétiques (unité de la Garde, ordre d'Alexandre Neski, Sandomirski).

### Commandants
- 2012 : Edouard Moskalyov
- 2017 : Anatoliy Iourkov